# Inventing Anna
Inventing Anna is een Amerikaanse drama-miniserie geregisseerd door Shonda Rhimes over de bedrieger Anna Sorokin. De negendelige biopic werd op 11 februari 2022 op Netflix uitgebracht.

## Synopsis
Journalist Vivian Kent onderzoekt de zaak van Anna Sorokin, een jonge vrouw die zich voordeed als Duitse erfgename om toegang te krijgen tot de high society van New York. Kent is vastbesloten om te schrijven over de mysterieuze vrouw die is gearresteerd en beschuldigd van fraude en diefstal. Wanneer ze Anna in de gevangenis interviewt, in afwachting van haar proces, wordt duidelijk hoe de 25-jarige haar vrienden, meerdere bedrijven en de New Yorkse elite heeft bedrogen voor grote sommen geld.

## Productie
In juni 2018 werd bekend dat Netflix en de filmproductiestudio Shondaland de filmrechten hadden gekocht van het artikel How Anna Delvey Tricked New York's Party People van redacteur Jessica Pressler van het tijdschrift New York. Vervolgens produceerden en schreven zowel Rhimes als Pressler de serie. Oorspronkelijk wilden ze Madeline Brewer voor de hoofdrol casten, maar zij moest om organisatorische redenen afzeggen. Sorokin heeft vervolgens Jennifer Lawrence gevraagd voor de hoofdrol.
De opnames begonnen in oktober 2019 in New York en Los Angeles. Er werden ook opnames gemaakt op de luchthaven Leipzig/Halle, in Nauen en in Berlijn.

## Rolverdeling

### Hoofdrollen
| Rol                      | Acteur             | Afleveringen |
| ------------------------ | ------------------ | ------------ |
| Vivian Kent              | Anna Chlumsky      | 1-9          |
| Anna Sorokin/Delvey      | Julia Garner       | 1-9          |
| Todd Spodek              | Arian Moayed       | 1-9          |
| Rachel DeLoache Williams | Katie Lowes        | 1-9          |
| Neff                     | Alexis Floyd       | 1-9          |
| Jack Mercer              | Anders Holm        | 1-9          |
| Maud Lewis               | Anna Deavere Smith | 1-9          |
| Lou Shaw                 | Jeff Perry         | 1-9          |
| Barry Klein              | Terry Kinney       | 1-9          |
| Kacy Duke                | Laverne Cox        | 1-9          |

### Bijrollen
| Rol                 | Acteur                 | Afleveringen |
| ------------------- | ---------------------- | ------------ |
| Mags                | Caitlin Fitzgerald     | 1, 6, 9      |
| Catherine McCaw     | Rebecca Henderson      | 1–3, 7–9     |
| Nora Radford        | Kate Burton            | 1–3          |
| Paul Hudson         | Tim Guinee             | 1–3, 5, 7–9  |
| Richterin           | Debra Mooney           | 1, 7, 9      |
| Landon Bloom        | Armand Schultz         | 1, 3, 7–9    |
| Val Boron           | James Cusati-Moyer     | 1–3          |
| Dr. Harris          | Montego Glover         | 1, 7         |
| Alexi               | Kyle Beltran           | 1–3, 5, 9    |
| David Morrison      | Chris Cafero           | 1, 4–5, 9    |
| Brian               | Luca Sweeney           | 1, 7, 9      |
| Fatima Shadid       | Olivia Khoshatefeh     | 1, 5, 7      |
| Lane                | Kaydx                  | 1–2, 9       |
| Sasha Thomas        | Kathleen Garrett       | 1, 3         |
| Henrick Knight      | Joshua Malina          | 2            |
| Chase Sikorski      | Saamer Usmani          | 2–3, 8       |
| Talia Mallay        | Marika Domińczyk       | 2            |
| Donna Zaveri        | Donna Murphy           | 3            |
| Gabriel Calatrava   | Gabriel Sloyer         | 3–4, 9       |
| Alan Reed           | Anthony Edwards        | 4–6, 8–9     |
| Sherry Reed         | Tracy Pollan           | 4            |
| Julia Reed          | India Ennenga          | 4            |
| Billy McFarland     | Ben Rappaport          | 4            |
| Jeanneau            | Andre Ward             | 5            |
| Noah                | Christopher Lowell     | 6–7          |
| Mehdi Harrak        | Assaad Bouab           | 6            |
| Vadim Sorokin       | Peter Kurth            | 8            |
| Mira                | Deniz Orta             | 8            |
| Anna Sorokin (jung) | Emilia Pieske          | 8            |
| Annas Mutter        | Aglaia Szyszkowitz     | 8            |
| Polizist            | Christian Maria Goebel | 8            |
| Metzger             | Rainer Reiners         | 8            |
| Weinhändler         | Harald Effenberg       | 8            |
| Lehrerin            | Petra Nadolny          | 8            |
| Queen Bee           | Johanna Hens           | 8            |
| Lina                | Bianca Nawrath         | 8            |

## Afleveringen
| Nr. | Titel                   | Regisseur                | Schrijver                            |     |
| --- | ----------------------- | ------------------------ | ------------------------------------ | --- |
| 1   | Life of a VIP           | David Drankel            | Shonda Rhimes                        |     |
| 2   | The Devil Wore Anna     | Tom Verica               | Matt Byrne                           |     |
| 3   | Two Birds, One Throne   | Daisy von Scherler Mayer | Jess Brownell                        |     |
| 4   | A Wolf in Chic Clothing | David Frankel            | Abby Ajayi                           |     |
| 5   | Check Out Time          | Ellen Kuras              | Carolyn Ingber Lewinksy & Abby Ajayi |     |
| 6   | Friends in Low Places   | Nzingha Stewart          | Jess Brownell                        | tri |
| 7   | Cash on Delivery        | Nzingha Stewart          | Abby Ajayi                           |     |
| 8   | Too Rich for Her Blood  | Tom Verica               | Nicholas Nardini                     |     |
| 9   | Dangerously Close       | Ellen Kuras              | Matt Byrne                           |     |